# Wilhelmshavener Knurrhahn
Der Wilhelmshavener Knurrhahn ist ein Kleinkunstpreis der Stadt Wilhelmshaven, der seit 1986 jährlich an Künstler aus dem Kleinkunstbereich vergeben wird, die im Kulturzentrum Pumpwerk aufgetreten sind. Der Preis zählt zu den renommierten Kleinkunstpreisen im deutschsprachigen Raum. Er ist mit 2.500 Euro dotiert und der Bronzeplastik des namensgebenden „Knurrhahns“, entworfen vom Wilhelmshavener Künstler Hartmut Wiesner. Über die Verleihung befindet eine Jury des Pumpwerks unter Vorsitz von Helmut Bär.

## Selbstverständnis
Der Knurrhahn wurde als Namensgeber und Symbolfigur für den Kleinkunstpreis gewählt. Der bodenbewohnende Meeresfisch geht wie die ausgezeichneten Künstler „den Dingen des Lebens auf den Grund“, wirkt eher widerborstig als gefällig, zeichnet sich aber durch seinen feinen Geschmack aus, der nur dann zur Geltung kommt, wenn er gekonnt zubereitet wird.

## Preisträger
- 1986: Gardi Hutter, Clownerin (Schweiz)
- 1987: Habbe & Meik, Maskenspieler (Deutschland)
- 1988: De Nieuwe Snaar, Musikkomödianten (Belgien)
- 1989: Duo Sonnenschirm, Musikkomödianten (Ex-DDR)
- 1990: Triangel, Figurentheater (Niederlande)
- 1991: Hans Liberg, Musik-Entertainer(Niederlande)
- 1992: Pep Bou, Seifenblasenkünstler (Spanien)
- 1993: Neville Tranter, Puppen- und Schauspiel (Australien)
- 1994: Intermezzo, A-cappella-Gruppe (Niederlande)
- 1995: Marcus Jeroch, Literaturvarieté (Deutschland)
- 1996: Jacqueline Kroll, A-cappella-Gruppe (Deutschland-Schweiz)
- 1997: Massimo Rocchi, Mime und Geschichtenerzähler (Italien)
- 1998: Jo van Nelsen, Chansonier (Deutschland)
- 1999: Erwin Grosche, Kabarettist (Deutschland)
- 2000: Hanns Dieter Hüsch, Kabarettist (Deutschland)
- 2001: --
- 2002: Friedhelm Kändler, Kabarettist (Deutschland)
- 2003: --
- 2004: Les DéSAXés, Musik-Comedy (Frankreich)
- 2005: Volker Pispers, Kabarettist (Deutschland)
- 2006: Stage TV, Akrobatik und Artistik (Schweiz)
- 2007: Hagen Rether, Kabarettist (Deutschland)
- 2008: Ferruccio Cainero, Geschichtenerzähler (Schweiz)
- 2009: Michael Ehnert, Kabarettist (Deutschland)
- 2010: Annamateur, Chansonniere (Deutschland)>
- 2011: Malediva, Kabarett, Chanson, Musik-Comedy (Deutschland)
- 2012: Ohne Rolf, Kabarett, Comedy, theatrale Plakatkunst (Schweiz)
- 2013: Martin O., Kabarettist (Schweiz)
- 2014: Sven Ratzke, Kabarett, Comedy
- 2015: Muttis Kinder, Kabarett, Comedy
- 2016: Andreas Rebers, Kabarett, Musik
- 2017: Sven Ratzke, Entertainment
- 2018: Mathias Tretter, Kabarett
- 2019: Starbugs Comedy
- 2023: Stefan Waghubinger, Kabarett[1]
- 2024: Murzarella, Music-Puppet-Comedy[2]